# قطعنامه ۱۵۷۹ شورای امنیت
قطعنامه ۱۵۷۹ شورای امنیت سازمان ملل متحد که در تاریخ ۱۵ دسامبر ۲۰۰۴ تصویب شد، سندی بین‌المللی دربارهٔ بررسی وضعیت خاورمیانه است. این قطعنامه طی نشست ۵۱۰۱ام با ۱۵ رای موافق، ۰ مخالف و ۰ ممتنع تصویب شد.